# 蕭大陸
蕭大陸（英文名：Louis Hsiao，1955年5月3日—），本名蕭昭發，出生於彰化縣社頭鄉，台灣男演員、知名導演、民視製作人、編劇。

## 經歷
早期被星探楊崎發現，與胡慧中擔綱歸亞蕾制作的電影《晚間新聞》的男女主角。出道第一部電視劇《情深幾許》就入圍第17屆金鐘獎最具潛力戲劇新演員獎。
1991年的華視八點檔劇《草地狀元》飾演從國外學成歸國後因車禍腦部受傷失憶的博士，此角色深具挑戰性，播出後不斷獲得觀衆的肯定與回響。
其後1996年主演以及原創《第一世家》，更是打破台灣AC尼爾森收視率記錄，成爲台灣收視率最高電視劇，此劇也入圍金鐘獎多項提名。2010年後逐漸淡出幕前轉型為編劇及製作人，2012年原創以及制作作品《風水世家》也屢破記錄是近年來台灣戲劇的第一名。

## 作品

### 戲劇
| 年份   | 頻道       | 劇名                 | 飾演   |
| ------ | ---------- | -------------------- | ------ |
| 1983年 | 台視       | 《嫁妝一牛車》       |        |
| 1984年 | 台視       | 《人之初》           | 吳正輝 |
| 1986年 | 台視       | 《生之慾》           |        |
| 1988年 | 台視       | 《八月桂花香》       | 王有齡 |
| 1989年 | 台視       | 《芙蓉鎮》           | 黎满庚 |
| 1990年 | 台視       | 《末代兒女情》       | 馬玉庭 |
| 1991年 | 華視       | 《草地狀元》         | 蕭財寶 |
| 1993年 | 華視       | 《包青天－三擊鼓》   | 張宏祖 |
| 2000年 | 三立台灣台 | 《九龍傳說》         | 谷七郎 |
| 2001年 | 大愛       | 《尤老師的十二堂課》 | 尤振卿 |
| 2003年 | 三立台灣台 | 《天地有情》         | 江勝煌 |
| 2003年 | 台視       | 《君臣情深》         | 太監   |
| 2003年 | 台視       | 《美夢成真》         | 許國傳 |
| 2005年 | 華視       | 《舊情綿綿》         | 胡新平 |
| 2006年 | 公視       | 《出外人生》         | 施南強 |
| 2008年 | 民視       | 《娘家》             | 王雙喜 |
| 2009年 | 民視       | 《夜市人生》         | 李慶祥 |
| 2014年 | 民視       | 《龍飛鳳舞》         | 劉銘傳 |
| 2016年 | 民視       | 《春花望露》         | 林天助 |

#### 短劇
- 搞笑短劇 飯店
- 豬哥亮爆笑劇 大牌演員＆招來生意
- 豬哥亮歌廳秀短劇《月宮嫦娥》
- 猪哥亮短劇 見肉娶親

#### MTV
- 鳳飛飛〈懷念的鐘聲〉

### 製作
- 《一枝草一點露》
- 《離家十萬里》
- 《風水世家》
- 《龍飛鳳舞》
- 《幸福來了》
- 《多情城市》
- 《市井豪門》
- 《好運來》

### 導演
- 《幸福來了》
- 《多情城市》
- 《市井豪門》
- 《好運來》

### 劇本
- 民視《風水世家》（2012年）

## 獎項紀錄
| 年份   | 獲提名                             | 獎項                                 | 結果 |
| ------ | ---------------------------------- | ------------------------------------ | ---- |
| 1982年 | 《情深幾許》                       | 第17屆金鐘獎戲劇最佳新人獎           | 提名 |
| 2009年 | 《滾滾血脈》（又名《離家十萬裏》） | 2010年成都電視節最值得期待電視劇大獎 | 獲獎 |

## 外部連結
- 蕭大陸在互联网电影资料库（IMDb）上的資料（英文）
- 蕭大陸在香港影庫上的簡介